# Xanthophyllum philippinense
Xanthophyllum philippinense är en jungfrulinsväxtart som beskrevs av Chod.. Xanthophyllum philippinense ingår i släktet Xanthophyllum och familjen jungfrulinsväxter. Inga underarter finns listade i Catalogue of Life.